# ۱۷۰۰ (میلادی)
۱۷۰۰ (میلادی) هزار و هفتصدمین سال تقویم میلادی است.

## زادگان
- ۲ فوریه – یوهان کریستف گتشد، نویسنده و شاعر آلمانی (د. ۱۷۶۶)
- ۸ فوریه – دانیل برنولی، ریاضی‌دان و فیزیک‌دان سوئیسی (د. ۱۷۸۲)
- ۱۲ مه – لوئیجی وانویتلی، معمار و نقاش ایتالیایی (د. ۱۷۷۳)
- ۲۶ مه – نیکلاوس تسینتسندرف، کشیش آلمانی (د. ۱۷۶۰)
- ۱۹ نوامبر – ژان-آنتوان نله، فیزیک‌دان فرانسوی (د. ۱۷۷۰)
- ۲۸ نوامبر – ناتانیل بلیس، ریاضی‌دان و ستاره‌شناس بریتانیایی (د. ۱۷۶۴)

## درگذشتگان
- ۱ مه - جان درایدن، شاعر و نویسنده انگلیسی